# Tom Maley
Tom Maley est un footballeur et entraîneur écossais né le 8 novembre 1864 et mort le 24 août 1935 à Portsmouth. Après avoir joué pour plusieurs clubs écossais, il devient entraîneur de Manchester City de 1902 à 1905. Impliqué dans l'un des plus grands scandales de l'histoire du football anglais, il est suspendu à vie de ses fonctions d'entraîneur en 1905. En 1910, il obtient finalement l'autorisation d'entraîner Bradford Park Avenue qu'il amènera à son plus haut niveau. Après de brefs passages à Southport et au Celtic, il met un terme à sa carrière d'entraîneur.

## Biographie

### Carrière de joueur puis d'entraîneur de football
Né à Portsmouth, Maley passe la totalité de sa carrière de joueur en Écosse, jouant pour Partick Thistle, Hibernian, Third Lanark et Celtic,. Étant donné son statut de joueur amateur, il travaille en tant que professeur d'école, puis plus tard comme gouverneur. 
En 1902, Maley quitte ses fonctions afin de devenir entraîneur de Manchester City. Dès son premier match, il obtient une victoire en championnat et remporte, à la fin de la saison le titre de champion de Second Division. Son plus grand fait d'armes avec Manchester City intervient la saison suivante, lorsque Maley permet à City de gagner son premier trophée majeur, la FA Cup 1903-1904. Le club ne passe d'ailleurs pas loin du doublé puisqu'il termine deuxième du championnat derrière The Wednesday. L'équipe de Maley doit pourtant jouer un cinq matchs de championnat et la finale de FA Cup en seulement 16 jours. La saison suivante, Maley se retrouve au centre de l'un des plus grands scandales du football anglais. Lors du dernier match de championnat de cette saison 1904-1905, Manchester City doit battre Aston Villa pour remporter le titre de First Division. Après le match remporté trois buts à deux par Villa, Alex Leake, le capitaine des Vilains ce jour-là, affirme que le joueur vedette de City, Billy Meredith lui a offert un pot-de-vin de 10£ pour que son équipe perde le match. Meredith est jugé coupable par la Football Association, et écope d'une amende et d'une suspension de 18 mois. Puisque son club refuse de l'aider financièrement, Meredith rend public les nombreux défauts de paiements et les paiements illégaux de Manchester City, et désigne Maley comme l'un des responsables de cette affaire. Une enquête de la fédération aboutit à une interdiction à vie d'exercer pour les dirigeants du club dont fait partie Maley, ainsi qu'à des amendes et la vente de nombreux joueurs de l'équipe,.
En juillet 1910, la FA lève sa suspension et l'autorise à occuper, à nouveau, le poste d'entraîneur de football. En février 1911, il devient entraîneur de Bradford Park Avenue. Son nouveau club lui donne un contrôle total sur le club, qu'il quitte finalement en mars 1924. Il permet au club d'être vice-champion de Second Division en 1913-1914 puis d'occuper la 9e place de First Division (la plus haute place occupée à ce jour par le club) la saison suivante. Il rejoint en mai 1925 le club de Southport mais ne reste que trois mois au club. En 1931, il dirige temporairement le Celtic lorsque son frère, Willie Maley, part temporairement aux États-Unis.

### Vie personnelle
Deux des frères de Tom Maley se font eux aussi un nom dans le monde du football, Alex Maley étant entraîneur de Clyde et d'Hibernian, alors que Willie Maley est un joueur international Écossais qui devient ensuite entraîneur du Celtic de 1898 à 1940.
Tom Maley décède en 1935, il est enterré au Kentigern RC cemetery à Glasgow.

## Palmarès d'entraîneur
Avec le Manchester City Football Club, Tom Maley remporte une FA Cup lors de la saison 1903-1904, après avoir remporté le championnat de Second Division en 1902-1903. Il termine vice-champion d'Angleterre en 1903-1904. Deux ans après avoir rejoint Bradford Park Avenue, il est vice-champion de Second Division en 1913-1914. 